# شركة مفاوضة

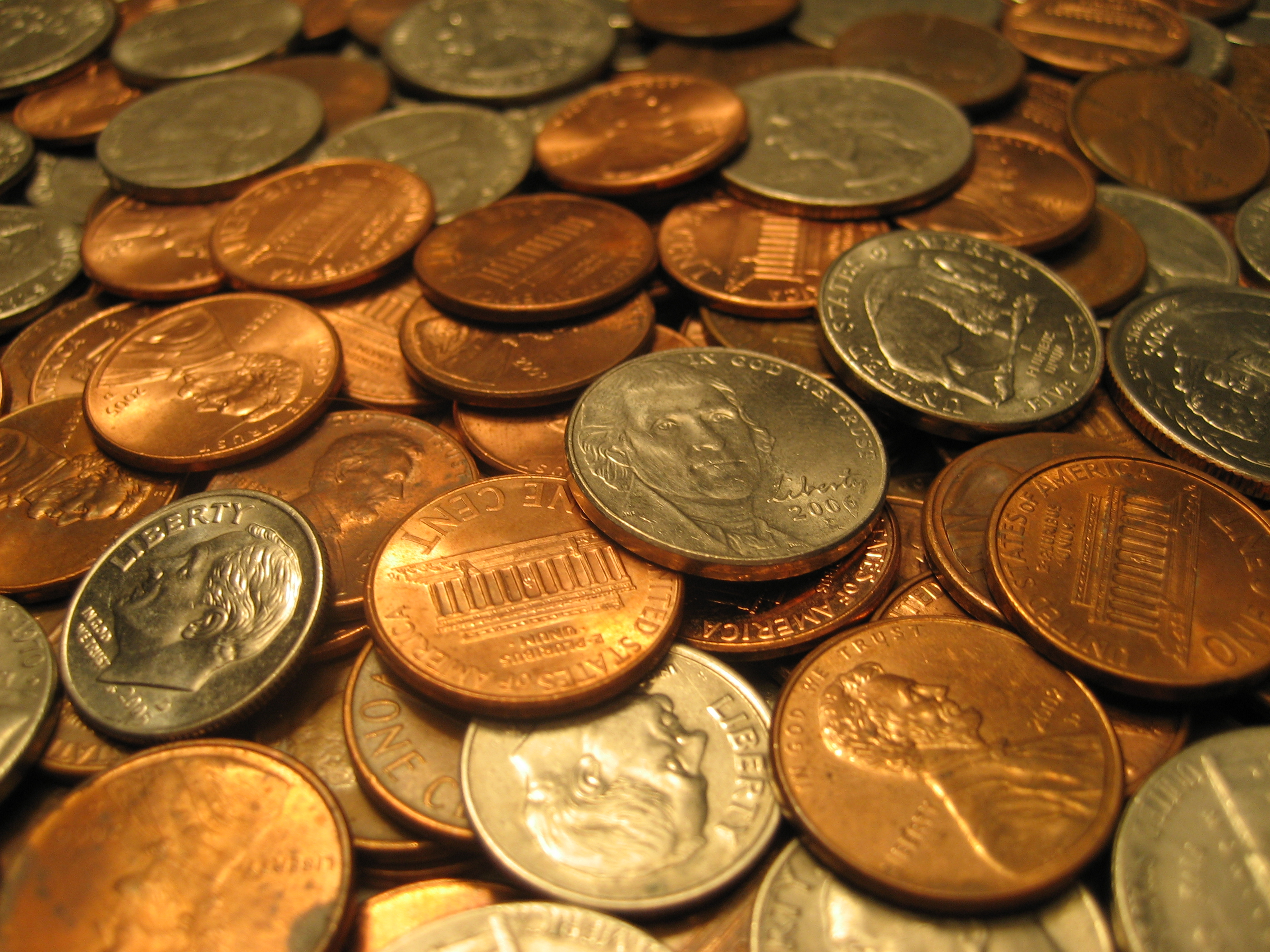

شركة المفاوضة هي نوع من الشركات تقليدية تتميز بالمرونة والشفافية الكاملة وبتحديد مسؤولية الشركاء فيها فيكونون متضامنين فيما بينهم ويكون كل واحد منهم مسؤولا إزاء الغير في حدود كامل عناصر ذمته المالية دون تحديد وعن جميع ما علي الشركة من ديون ويمكن المساهمة في شركة المفاوضة بكافة أنواع المساهمات نقدا أو عينا أو عملا.

## تكوين الشركة
يستوجب المشرع لتكوين هذا النوع من الشركات توفر ثلاثة شروط:

### شرط الشركاء
عدد الشركاء لايجب أن يخالف الأحكام العامة للشركات إذ تتكون الشركة دائما على الأقل من شخصين أو أكثر ولم يتم وضع حد أقصي لعدد الشركاء إلا في عدة بلدان قليلة تفاديا من المساس بحرية بعث الشركات وتكون لكل شريك أهلية ممارسة النشاط التجاري ، ويكتسب كل شريك صفة تاجر أليا ولو لم يكن مباشرا لأعمال الإدارة والتسيير وبغض النظر عن موضوع الشركة . ويلتزم كل شريك بأداء ماعلي الشركة من ديون تجاه الغير ولو تجاوزت نسبة مساهمته في رأس المال .
كما يستوجب التساوي في المال بين الشركاء، فلو كان أحد الشركاء أكثر مالا فإن الشركة لا تصح. كذلك الأمر مع التساوي في التصرف، فلا تصح الشركة بين الصبي والبالغ. يشترطظ أن يكون كل واحد من الشركاء كفيلا عن الآخر فيما يجب عليه من شراء وبيع كما أنه وكيل عنه، فلا يصح أن يكون تصرف أحد الشركاء أكثر من تصرف الآخر.

### الاسم الجماعي للشركة
هو اسم الشركة عموما وهوخاصية تميز شركات الأشخاص فتباشر الشركة عملها تحت اسم جماعي يتكون من أسماء جميع الشركاء أو بعضهم متبوعا بعبارة «وشركائهم» وقد أقر المشرع الفرنسي على سبيل المثال من خلال قانون جوان 1966 شرطا يوجب فيه عدم مخالفة الاسم الجماعي للشركة الأخلاق الحميدة و النظام العام .

### الكتب (العقد)
علي غرار بقية الشركات فإن شركة المفاوضة هي عقد يشترط لصحته وجود كتب (وثيقة العقد) ويكون بكتب خطي أو بحجة رسمية.

## أثار شركة المفاوضة
1. تطلق يد الشركاء جميعاً في مال الشركة على حد سواء، ويكن كل ما اشتراه أحد الشركاء مشتركاً بين الجميع، إلا طعام أهله وكسوتهم، وكذلك كل ما كان من حوائجه الخاصة، كاستئجار دار للسكن وشرائها لذلك، وما أشبه ذلك.
2. كل ما ينشأ عن تصرفات أحدهم فيما يخص الشركة من دين أو ضمان غصب، أو كفالة بمال أو غير ذلك، فإنه يلزم الآخرين بموجب عقد الشركة.
3. كل ما تحصل من ربح في الشركة يكون بين الشركاء بالتساوي، وكذلك الخسارة.
4. إذا حصل أحد الشركاء على مال من خارج الشركة مما تصح به الشركة، بطريق هبة أو إرث أو غير ذلك فقد فسدت شركة المفاوضة وانقلبت عناناً لاختلال أحد شروطها كما مرّ، لأن شرط التساوي في الأموال شرط صحة في الابتداء والبقاء على حد سواء.
5. إذا هلك مال الشركة جميعه بطلت الشركة.